# Chiesa dei Santi Pietro e Paolo (Soligo)
La chiesa dei Santi Pietro e Paolo è la parrocchiale di Soligo, frazione di Farra di Soligo, in provincia di Treviso e diocesi di Vittorio Veneto; fa parte della forania del Quartier del Piave.

## Storia
Un lascito testamentario di Gabriele da Camino notifica che nel 1224 esisteva una chiesa intitolata a San Biagio, in seguito perduta assieme al castello. Sulle sue rovine fu eretta più tardi la chiesa di San Gallo.
Nucleo originale della parrocchiale era però un'altra cappella, dedicata a San Pietro e documentata nel 1243 e nel 1292. Non è chiaro a quando risalga l'erezione a parrocchia: secondo una teoria, Soligo ebbe una propria autonomia ecclesiastica sin dall'XI secolo, in contrasto con la vicina Santa Maria di Pieve di Soligo, ma alcuni documenti dimostrano tuttavia che era subordinata a quest'ultima.
Venne ampliata nel 1475 e riedificata nel 1720. 
L'attuale parrocchiale è frutto di un rifacimento condotto tra il 1924 ed il 1925; fu consacrata il 23 ottobre 1926 dal vescovo di Ceneda Eugenio Beccegato.

## Interno
L'altar maggiore proviene dalla chiesa di Santa Teresa di Conegliano, mentre quello della "cappella grande" è da Sant'Angelo di Venezia. Conserva inoltre le statue dei due patroni, opere di Antonio Bianchi, pale di Francesco da Milano (Madonna col Bambino e i santi Pietro, Paolo, Gallo e Floriano) e Luca Giordano (Sacra Famiglia con Sant'Antonio, donata nell'Ottocento dal parroco Alessandro Janna). Da sottolineare l'antico organo, ritenuto l'ultima opera di Gaetano Callido.
Si ritiene che il campanile sia stato ricavato da una torre del castello sopracitato.

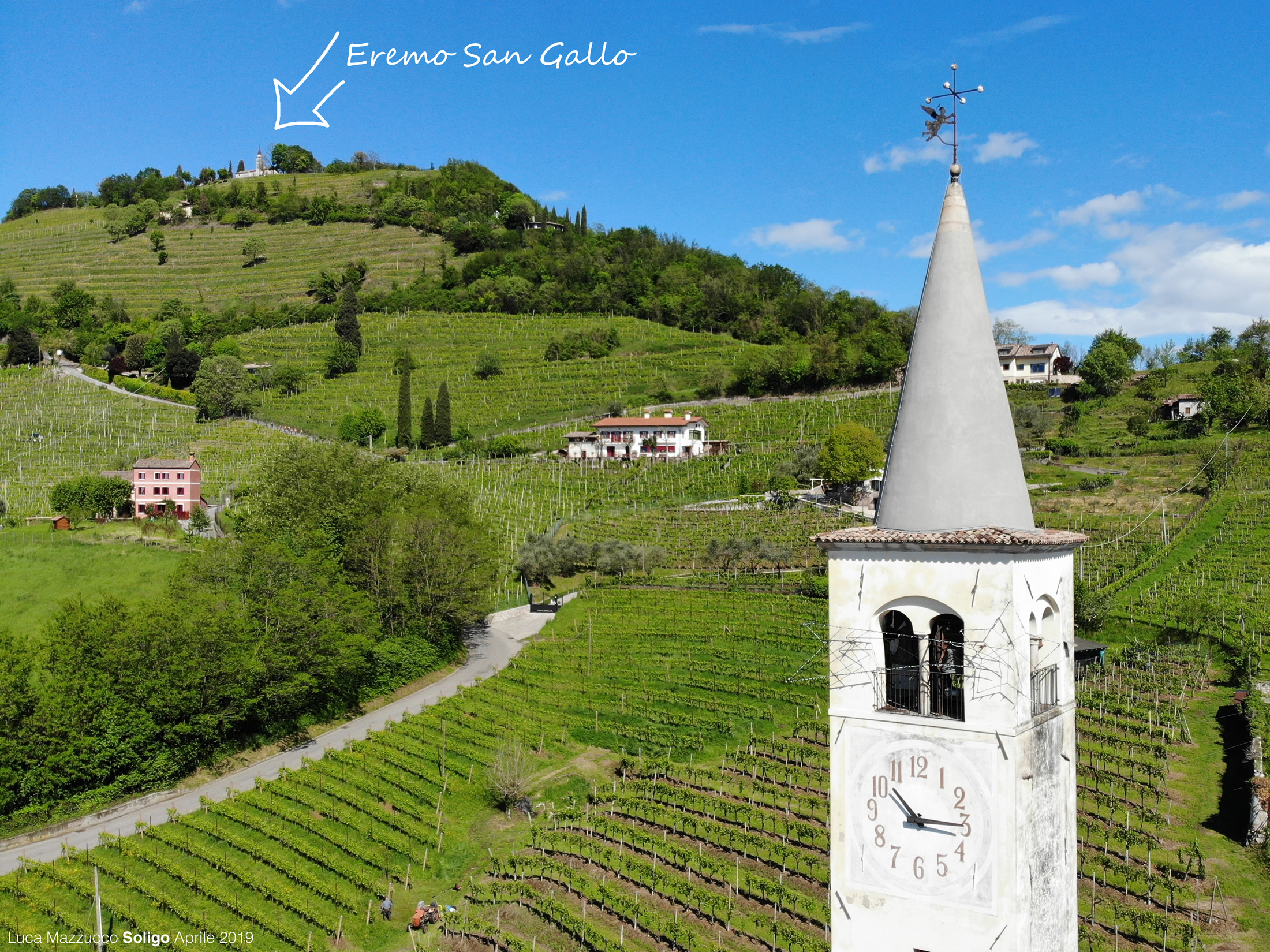
Campanile della Chiesa SS.Pietro e Paolo di Soligo, sullo sfondo la collina "San Gallo" con l'eremo in cima